# Palomar 14
Palomar 14 è un ammasso globulare visibile nella costellazione di Ercole.
Fu scoperto nel 1958 da van der Bergh, con l'osservatorio del monte Palomar. Si trova ad una distanza di oltre 240 000 anni luce, ed è un ammasso poco concentrato e molto debole.